# تينا بيكر
تينا بيكر (بالإنجليزية: Tina Baker)‏ هي صحفية بريطانية، ولدت في 4 مايو 1958.

## وصلات خارجية
- تينا بيكر على موقع IMDb (الإنجليزية)
- تينا بيكر على موقع قاعدة بيانات الفيلم (الإنجليزية)